# Großharrie
Großharrie er en by og kommune i det nordlige Tyskland, beliggende i Amt Bokhorst-Wankendorf i den sydvestlige del af Kreis Plön. Kreis Plön ligger i den østlige/centrale del af delstaten Slesvig-Holsten.

## Geografi
Großharrie er beliggende omkring 10 km nordøst for Neumünster ved Dosenmoor. Kommunen ligger mellem Bundesautobahn 7 mod vest, Bundesautobahn 21 (udbygningen af Bundesstraße 404 fra Kiel mod Bad Segeberg) mod øst, og Bundesstraße 430 fra Neumünster mod Plön.
I kommunen ligger bebyggelserne Kleinharrie, Brauner Hirsch, Kleinharrieredder, Großharriefeld og Vogelsang.